# Nonteismus
Nonteismus je termín označující životní postoj, ve kterém bůh nebo bohové nejsou podstatnou otázkou. Pojem vznikl jako zastřešující termín pro různé postoje, z nichž některé existenci boha popírají, ale jiné nikoli: agnosticismus, ateismus, ignosticismus, něcismus, skepticismus, panteismus, apateismus. Spojuje je to, že ať v boha věří, či nikoli, neodvozují z toho nic zásadního pro život. Za autora pojmu je považován Angličan George Holyoake (rovněž autor pojmu sekularismus). Někdy se hovoří i o tzv. nonteistických náboženstvích, tedy takových, kde otázka existence Boha není tak zásadní - k nim je řazen obvykle buddhismus, taoismus, hinduismus, džinismus nebo humanistický judaismus, někteří teologové (zejména protestantští) za v zásadě nonteistické náboženství považují i křesťanství. Malou nonteistickou tradici má naopak islám.